# Lotfia El Nadi
Lotfia El Nadi (in arabo لطفية النادي‎?, Luṭfiyya al-Nādī; Il Cairo, 29 ottobre 1907 – Il Cairo, 2002) è stata un'aviatrice egiziana.

## Biografia
Nata il 29 ottobre 1907 in una famiglia della classe media in Egitto, alla fine della propria educazione primaria, Lotfia frequentò l'American College, una scuola di lingue d'impostazione occidentale. Fu la madre a difendere il suo diritto di frequentare una scuola superiore, poiché riuscì a dissuadere il padre dal farla sposare giovanissima, come da tradizione.
Durante gli studi venne a conoscenza dell'apertura di una scuola di aviazione al Cairo, ed iniziò a lavorare per diventare la prima aviatrice egiziana.

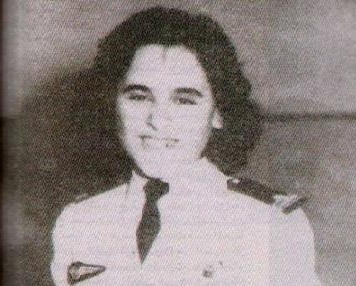
La ventenne Lotfia nel 1927.

Lotfia cercò il sostegno del giornalista progressista Ahmed al-Sawi, del giornale al-Ahram, che appoggiò la sua ricerca di emancipazione, ma considerava inopportuno che agisse senza il consenso della famiglia. Fu Kamal Elwi, direttore generale di Egypt Air, a permetterle di prestare servizio nella compagnia aerea, per ricavarne benefici mediatici. Non potendosi permettere le lezioni di volo, Lotfia lavorò come segretaria e operatrice telefonica della scuola per pagare i corsi senza farsi scoprire dai genitori. La madre scoprì però quanto avveniva ma, segretamente, la incoraggiò a proseguire.

Il 27 settembre 1933, a 26 anni, ottenne il brevetto, divenendo una delle prime pilote al mondo.
Partecipò alla gara internazionale di volo con partenza dal Cairo e con arrivo ad Alessandria d'Egitto il 19 dicembre 1933, ed arrivò per prima al traguardo. Le fu rifiutato il premio per non aver raggiunto una delle tappe intermedie della gara, ma ricevette le congratulazioni del Re Fuʾād I ed un premio di consolazione di 200 sterline egiziane. La leader del movimento femminista egiziano, Hodā Shaʿrawī, affermò che Lotfia aveva reso onore all'Egitto ed ispirato le battaglie per i diritti delle donne. Hodā Shaʿrawī fu protagonista di una raccolta fondi per permettere a Lotfia di acquistare il suo primo aereo di proprietà.
Volò per cinque anni prima di subire un incidente alla spina dorsale.
Seguendo l'esempio di Lotfia El Nadi, per circa un decennio altre donne egiziane seguirono corsi di pilotaggio e divennero piloti.

## Soggiorno svizzero

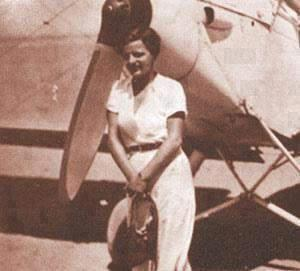
Lotfia El Nadi

Dopo l'incidente che l'aveva resa parzialmente invalida, Lotfia El Nadi seguì un trattamento medico riabilitativo in Svizzera, dove rimase per molti anni.
Nel 1989 fu esortata a tornare al Cairo per partecipare al 54º anniversario dell'aviazione civile nel suo Paese. Ricevette in tale occasione una medaglia dell'Ordine al Merito dell'Organizzazione Egiziana dell'Addestramento Aerospaziale.
Nel 1996, il film documentario Take Off From the Sand fu prodotto per onorare la sua figura pionieristica. Nel suo 80º compleanno si spostò a Toronto per vivere accanto a suo nipote, il designer Mahmud El Nadi, e alla sua famiglia (Lotfia infatti non si era mai sposata). 

Morì al Cairo nel 2002, a 95 anni.